# 克里斯桑修斯
薩迪斯（Sardis）的克里斯桑修斯（Chrysanthius）是公元4世纪的古希臘哲學家，他在楊布里科斯的學校學習。
他是艾迪修斯最受歡迎的學生之一，主要研究新柏拉图主义。羅馬皇帝尤利安（Julian）在艾迪修斯（Aedesius）的建議下認識了他，並且邀请他協助復興古希腊宗教。但是，克里斯坦休斯（Chrysanthius）認為復興不可能取得成果。因此拒绝了他。
他以吕底亞大祭司的身份要求放棄宗教改革。由於他的克制，因此直到他去世依然是大祭司，並同時受到异教徒和基督徒的尊敬。他的妻子梅特（Meite）則在牧師辦公室跟他聯絡，她同時是希臘智者和歷史學家恩納皮烏斯（Eunapius ）的親戚，由於婚姻關係，因此同時與克里斯桑修斯成為親戚。他在克里斯桑修斯的晚年時一直照顧他，並一直協助他的工作直到克里斯桑修斯去世。